# Demolis flavothorax
Demolis flavothorax là một loài bướm đêm thuộc phân họ Arctiinae, họ Erebidae.